# High Desert

El High Desert al vespre a Johnson Valley, Califòrnia, al llarg de CA State Route 247.

 High Desert és un nom usat per definir les àrees geogràfiques dels deserts del Sud de Califòrnia que es troben entre 609,9 i 1219,2 m en elevació. El High Desert generalment es refereix a les àrees del Desert de Mojave. El terme "High Desert" és comunament utilitzat pels mitjans de comunicació locals, especialment en els pronòstics del temps, a causa dels patrons climàtics únics i moderats dels deserts alts en comparació dels seus veïns de deserts a cotes més inferiors. High Desert també s'ha incorporat en els noms de les empreses i organitzacions en aquestes àrees. El terme s'usa comunament per referir-se al Joshua Tree National Park, Twentynine Palms, i Morongo Basin. No obstant això, el High Desert típicament es descriu al nord com les àrees de Victorville, Califòrnia, i Lancaster, i pel que fa al nord-oest a Palmdale, i al nord del desert de Barstow, Califòrnia i més enllà. El terme "High Desert" serveix per a diferenciar-ho del Low Desert del sud de Califòrnia, que es defineix per les diferències d'altitud, el clima, la fauna i la vegetació nativa a aquestes regions. Un exemple de comparació: Palm Springs, Califòrnia és considerat Low Desert, a 30,48m sobre el nivell del mar. En contrast, Landers, Califòrnia, és considerat High Desert, a 944,88m sobre el nivell del mar.